# Malîi Pravutîn, Slavuta
Malîi Pravutîn (în ucraineană Малий Правутин) este o comună în raionul Slavuta, regiunea Hmelnîțkîi, Ucraina, formată numai din satul de reședință.

## Demografie
Componența lingvistică a comunei Malîi Pravutîn
     Ucraineană (100%)
Conform recensământului din 2001, toată populația comunei Malîi Pravutîn era vorbitoare de ucraineană (100%).